# Next Top Model (Romania)
Next Top Model è un reality show romeno, basato sul format americano America's Next Top Model; un certo numero di aspiranti modelle tra i 14 e i 25 anni si contendono il titolo di miglior modella rumena, nonché un contratto con una famosa agenzia. Laura Giurcanu, vincitrice della seconda edizione, con i suoi 14 anni, è la concorrente più giovane ad avere vinto (record che fino ad allora era tenuto dalla danese Caroline Bader, 15 anni, vincitrice della quarta edizione in Danimarca).

Nel 2015, dopo due anni di battaglia, il conduttore Cătălin Botezatu perde i diritti per il rinnovo di una quarta serie dello show, che decide di rinnovare su un altro canale, "Kanal D"; il nuovo programma, andato in onda dal 6 febbraio al 24 aprile 2015, ha preso il nome di "Supermodels by Cătălin Botezatu", ha visto la partecipazione sia di ragazze che di ragazzi e ha coronato due vincitori anziché uno solo (come già successo per la quinta edizione di "Vietnam's Next Top Model").

## Edizioni
| Edizione | Première          | Vincitrice             | Seconda/e classificata/e                      | Altre concorrenti | Numero di concorrenti | Destinazioni Internazionali |
| -------- | ----------------- | ---------------------- | --------------------------------------------- | --- | --------------------- | --------------------------- |
| 1        | 3 febbraio 2011   | Emma Roxana Dumitrescu | Mădălina Barbu                                | Anca Vasile, Diana Donoiu, Sara Măgurean, Adela Neagu, Lucia Popa, Inga Ojog, Otilia Pană, Alexandra Babascu, Laura Dumitru, Roxana Cristian                                                                                                  | 12                    | Giza Rovaniemi Dubai Parigi |
| 2        | 15 settembre 2011 | Laura Giurcanu         | Iuliana Minza & Sandra Ciubotariu             | Miruna Iovan, Iasmina Balamat, Mădălina Goiân, Cristina Chiriac, Denisa Hîncu, Claudia-Gina Tănăsie, Simona Din, Aida Becheanu, Florentina Mihaela "Flori" Ciupu, Iulia Alexandra Miclos, Diana Trofin, Irina Bătrac, Karin Arz               | 16                    | Islanda Turchia Tunisia     |
| 3        | 20 settembre 2012 | Ramona Popescu         | Barbara Langellotti & Denisa Nicoleta Ciocoiu | Silvana Anghel, Diana Petronela Luca, Bianca Taban, Andreea Grecu, Ruxandra Postatny, Victoria Cartiră, Diana Zamfir, Alexandra Dora Urs, Sânziana Cozorici, Otilia Cioșă, Lavinia Furtună, Laura Maria Iordache, Cristina Alexandra Iordache | 16                    | Cipro                       |

## Supermodels by Cătălin Botezatu
| Edizione | Première        | Vincitori                             | Seconda classificata | Altri concorrenti | Numero di concorrenti | Destinazione Internazionale |
| -------- | --------------- | ------------------------------------- | -------------------- | --- | --------------------- | --------------------------- |
| 1        | 6 febbraio 2015 | ♂ Cătălin Bucur ♀ Gabriela Prisacariu | ♀ Liana Coman        | ♂ George Mencu, ♀ Anca Marin, ♂ Alexandru Lepadatu, ♂ Ivan Claudiu Vlad, ♀ Claudia Amelie Tomozei, ♀ Andreea Negrea, ♂ Dan Dumitru Iancu Danciu, ♂ Dragoș Florin Vasile, ♀ Carmen Elena Campean, ♀ Laura Dinca, ♂ Alexandru Mildner, ♂ Gilbert Costache, ♀ Mădălina Petrean, ♂ Joan Goga, ♀ Andrada Florina Statie | 18                    | Parigi                      |